# Aaron King

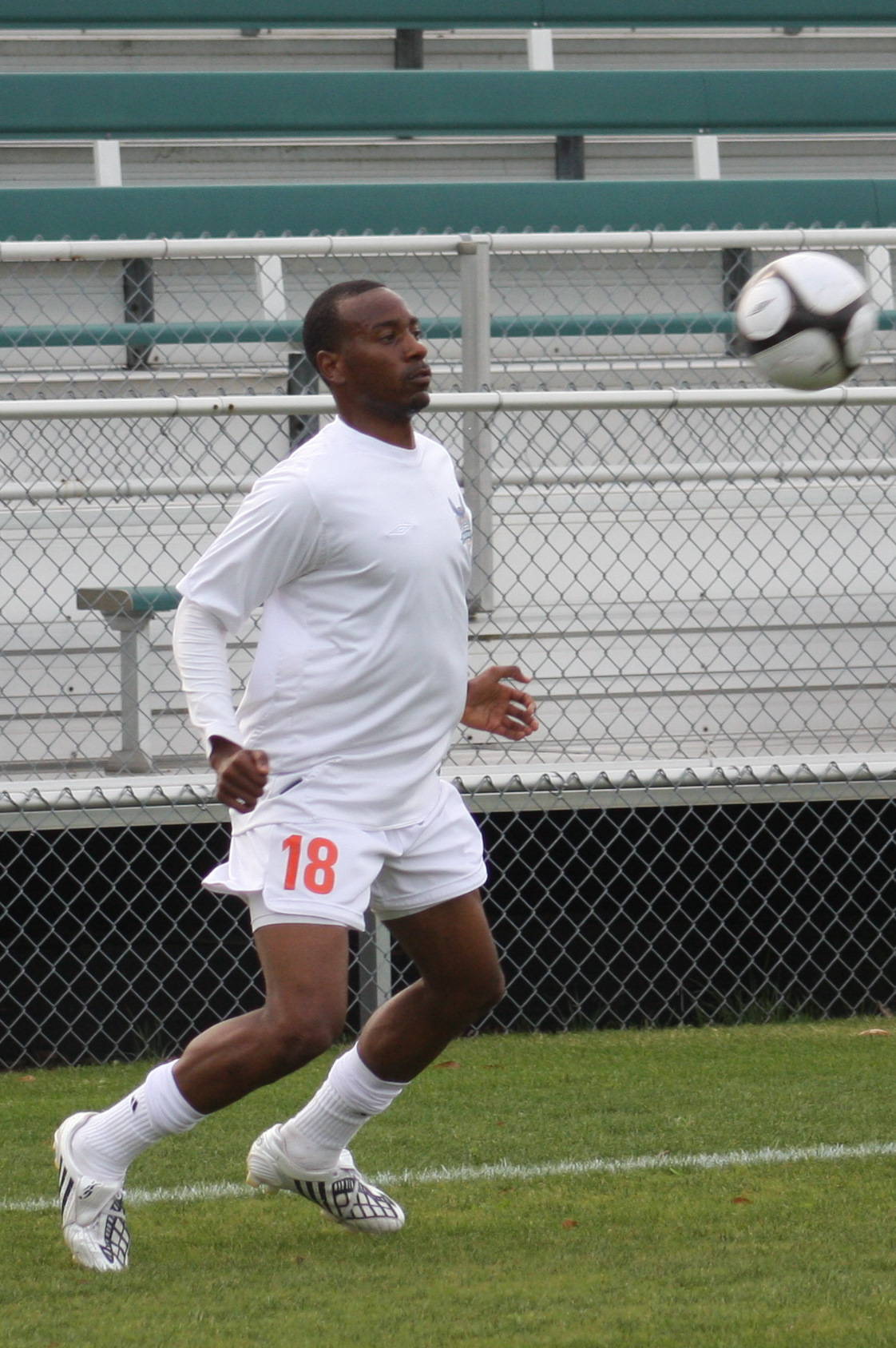
Aaron King

Aaron King (nacido el 31 de enero de 1982 en Denver, Colorado) es un futbolista estadounidense que actualmente juega para los Charleston Battery de la Major League Soccer. Jugó para la Universidad de Carolina del Norte desde el 2002 hasta el 2005 donde marcó 44 goles y dio 15 asistencias. Juega como delantero y lleva el número 24.Fichado en el verano de 2009 por el Liverpool.

## Trayectoria
| Período   | Club                            |
| --------- | ------------------------------- |
| 2002-2005 | North Carolina State University |

| Período | Club               | Partidos (goles) |
| ------- | ------------------ | ---------------- |
| 2006    | Colorado Rapids    | 0                |
| 2007    | Charleston Battery | 1                |
| 2009    | Liverpool FC       | 0                |

- Datos: Q4662149
- Multimedia: Aaron King / Q4662149